# No Security
No Security es el octavo álbum en directo del grupo británico de rock The Rolling Stones publicado en el año 1998. Se grabó durante la gira Bridges to Babylon Tour en los años 1997 y 1998.

## Grabación y lanzamiento
Debido al riesgo de que se incluyesen en el álbum canciones ya versionadas en los anteriores "Still Life" (American Concert 1981) y Flashpoint, los Stones eligieron cuidadosamente los temas que o bien nunca habían formado parte de sus publicaciones en directo o bien no habían aparecido en una de ellas desde hacía mucho tiempo. De entre sus mayores éxitos, en el disco figuran «The Last Time», «Respectable» y «Waiting on a Friend», así como canciones destacadas como «Gimme Shelter», «Sister Morphine» o «Memory Motel». Además, se añadieron cuatro temas de su reciente álbum de estudio Bridges to Babylon y se contó con la participación de artistas como Taj Mahal y Dave Matthews.
El álbum se editó en noviembre de 1998 y apoyándose en él la banda comenzó una nueva gira, la No Security Tour, que ofreció 34 espectáculos en Norteamérica en escenarios más pequeños.
No Security llegó al número 34 en la lista de éxito estadounidense Billboard 200. Aunque no consiguió un disco de oro en los Estados Unidos, vendió más de 300.000 copias.

## Lista de canciones
Todas las composiciones son obra de Mick Jagger y Keith Richards, excepto que se indique lo contrario:
1. «Intro»: 0:50
2. «You Got Me Rocking»: 3:26
3. «Gimme Shelter»: 6:12
4. «Flip The Switch»: 4:12
5. «Memory Motel»: 5:52
  - con Dave Matthews compartiendo la voz principal
6. «Corinna» (Taj Mahal/Jesse Ed Davis): 3:56
  - con Taj Mahal compartiendo la voz principal
7. «Saint of Me»: 5:18
8. «Waiting on a Friend»: 4:52
  - con Joshua Redman al saxofón
9. «Sister Morphine» (Mick Jagger/Keith Richards/Marianne Faithfull): 6:05
10. «Live With Me»: 3:55
11. «Respectable»: 3:20
12. «Thief In The Night» (Mick Jagger/Keith Richards/Pierre de Beauport): 5:37
  - con voz de fondo de Leah, hija de Ronnie Wood; Pierre de Beauport en el piano eléctrico Wurlitzer
13. «The Last Time»: 4:19
14. «Out Of Control»: 7:59
  - con Johnny Starbuck de agitadores

La edición japonesa incluye un tema adicional:
1. «I Just Want to Make Love to You» (Willie Dixon): 5:00 (grabada en Ámsterdam el 1 de julio de 1998)

## Créditos
A continuación se recogen los músicos que intervienen en la grabación:
- Miembros del grupo:

- Mick Jagger: voz, armónica, guitarra
- Keith Richards: guitarra, voz
- Charlie Watts: batería
- Ronnie Wood: guitarra

- Músicos adicionales:

- Darryl Jones: bajo
- Chuck Leavell: teclado
- Bernard Fowler: voz de fondo
- Lisa Fischer: voz de fondo
- Bobby Keys: saxofón
- Andy Snitzer: saxofón
- Michael Davis:trombón
- Kent Smith: trompeta

- Artistas invitados:

- Dave Matthews: voz en «Memory Hotel»
- Taj Mahal: voz en «Corinna»
- Joshua Redman: saxofón en «Waiting on a Friend»
- Johnny Starbuck: agitadores en «Out Of Control»